# چرخند حاره‌ای جنوب اقیانوس آرام
چرخند حاره‌ای جنوب اقیانوس آرام (انگلیسی: South Pacific tropical cyclone) یک مرکز کم‌فشار غیرجبهه‌ای است که در محیطی با دمای سطح دریای گرم و چینش باد عمودی کوچک در بالای اقیانوس آرام جنوبی توسعه یافته است. در نیم‌کره جنوبی به‌طور رسمی سه منطقه وجود دارد که در آن چرخندهای حارّه‌ای به‌طور منظم در آن گسترش می‌یابند؛ این مناطق عبارتند از: جنوب غربی اقیانوس هند بین آفریقا و ۹۰ درجه شرقی، منطقه استرالیا بین ۹۰ درجه شرقی تا ۱۶۰ درجه شرقی و حوضه اقیانوس آرام جنوبی بین ۱۶۰ درجه شرقی تا ۱۲۰ درجه غربی. حوضه اقیانوس آرام جنوبی بین ۱۶۰ درجه شرقی و ۱۲۰ درجه غربی به‌طور رسمی توسط سرویس هواشناسی فیجی و مت‌سرویس نیوزیلند نظارت می‌شود. همچنین مراکز دیگری مانند اداره هواشناسی استرالیا و اداره ملی اقیانوسی و جوی ایالات متحده نیز این حوضه اقیانوسی را پایش می‌کنند.